# Чорлано
Чорлано је насеље у Италији у округу Казерта, региону Кампанија.
Према процени из 2011. у насељу је живело 229 становника. Насеље се налази на надморској висини од 319 м.

## Становништво
Према резултатима пописа становништва 2011. у општини је живело 440 становника.
| 1951. | 1961. | 1971. | 1981. | 1991. | 2001. | 2011. |
| ----- | ----- | ----- | ----- | ----- | ----- | ----- |
| 1.015 | 966   | 775   | 676   | 588   | 524   | 440   |